# Friciana
Friciana (abreviado Friciana) fue una revista científica con ilustraciones y descripciones botánicas que fue publicada desde 1962 hasta según Rowley el año 1983, pùblicándose 56  números. Fue publicada en la República Checa y comprendía Cactaceae y algunas otras suculentas.